# Burgos-BH/Saison 2021
Dieser Artikel beschreibt die Fahrer und die Siege des Radsportteams Burgos-BH in der Saison 2021.

## Siege
| Siege | Siege  | Siege | Siege  | Siege  | Siege |
| Datum | Rennen | Staat | Klasse | Sieger |       |
| ----- | ------ | ----- | ------ | ------ | ----- |

- keine -

## Fahrer
| Teamkader 2021                                | Teamkader 2021    | Teamkader 2021 | Teamkader 2021                       |
| Name                                          | Geburtsdatum      | Land           | Vorheriges Team                      |
| --------------------------------------------- | ----------------- | -------------- | ------------------------------------ |
| Mario Aparicio                                | 23. April 2000    | Spanien        | Gomur-Cantabria Infinita (2020)      |
| Edwin Ávila                                   | 21. November 1989 | Kolumbien      | Israel Cycling Academy (2020)        |
| Jetse Bol                                     | 8. September 1989 | Niederlande    | Manzana Postobón (2018)              |
| Óscar Cabedo                                  | 12. November 1994 | Spanien        | Seguros Bilbao (2016)                |
| Carlos Canal                                  | 28. Juni 2001     | Spanien        |                                      |
| Isaac Cantón                                  | 13. Juni 1996     | Spanien        | Kometa (2019)                        |
| Jesús Ezquerra                                | 30. November 1990 | Spanien        | Sporting-Tavira (2017)               |
| Ángel Fuentes                                 | 5. November 1996  | Spanien        |                                      |
| Victor Langellotti                            | 7. Juni 1995      | Monaco         | UC Monaco (2017)                     |
| Juan Antonio López-Cózar                      | 20. August 1994   | Spanien        | Euskadi Basque Country-Murias (2019) |
| Ángel Madrazo                                 | 30. Juli 1988     | Spanien        | Delko-Marseille Provence-KTM (2018)  |
| Alex Molenaar                                 | 13. Juli 1999     | Niederlande    | Monkey Town-À Bloc CT (2019)         |
| Mehmet Şampiyonbisiklet                       | 4. Dezember 1985  | Frankreich     | Cambodia Cycling Academy (2020)      |
| Ander Okamika                                 | 2. April 1993     | Spanien        |                                      |
| Felipe Orts                                   | 1. April 1995     | Spanien        |                                      |
| Juan Felipe Osorio                            | 30. Januar 1995   | Kolumbien      | UD Oliveirense-InOutBuild (2019)     |
| Manuel Peñalver                               | 10. Dezember 1998 | Spanien        | Trevigiani-Phonix-Hemus 1896 (2018)  |
| Diego Rubio                                   | 13. Juni 1991     | Spanien        | Caja Rural-Seguros RGA (2017)        |
| Pelayo Sánchez                                | 27. März 2000     | Spanien        | Gomur-Cantabria Infinita (2020)      |
| Willie Smit                                   | 29. Dezember 1992 | Südarfika      | Katusha-Alpecin (2019)               |
| Jaume Sureda (1. Jan.–29. Jan.)               | 25. Juli 1996     | Spanien        |                                      |
| Rodrigo Álvarez (1. Aug.–31. Dez., Stagiaire) | 24. August 1999   | Spanien        |                                      |
| Daniel Navarro (12. Mär.–31. Dez., Stagiaire) | 18. Juli 1983     | Spanien        | Israel Start-Up Nation (2020)        |
| Santiago Mesa (1. Aug.–31. Dez., Stagiaire)   | 11. November 1997 | Kolumbien      |                                      |
| Adrià Moreno (1. Aug.–31. Dez., Stagiaire)    | 19. August 1991   | Spanien        | VC Villefranche Beaujolais (2020)    |
|                                               |                   |                |                                      |
| Quelle: ProCyclingStats                       |                   |                |                                      |